# Russafa (métro de Valence)
Pour le quartier de Valence, voir Russafa.
Russafa est une station de la ligne 10 du métro de Valence. Elle est située sous l'avenue du royaume de Valence, dans le district d'Eixample, à Valence.

## Situation sur le réseau
Établie en souterrain, la station Russafa du métro de Valence est située sur la ligne 10, entre le terminus d'Alacant et Amado Granell-Montolivet.

## Histoire
La station ouvre au public le 17 mai 2022, à l'occasion de la mise en service de la ligne 10.